# 圣米格尔德瓦莱罗
圣米格尔德瓦莱罗，是西班牙卡斯蒂利亚-莱昂萨拉曼卡省的一个市镇。 总面积29平方公里，总人口413人（2001年），人口密度14人/平方公里。